# Kennan (Wisconsin)
Kennan – miasto w Stanach Zjednoczonych, w stanie Wisconsin, w hrabstwie Price.